# غندجان
غُندِجان یا گندگان به فارسی دشت باری یا دشت بارین کوچکترین شهر پارس قدیم در کوره شاپور بوده‌است. غندجان مرکز ناحیهٔ دشت بارین بوده‌است که در نقشه‌های جدید هیچ اسمی دیده نمی‌شود که حاکی از موقع شهر باشد. ابن خردادبه رستاق (روستا) دشت بارین را، از توابع اردشیرخوره دانسته‌است. اصطخری از صنایع موجود در آن خبر می‌دهد. او نوشته است «از فرش‌های بزرگ، پرده، بالش و از آن قبیل در اینجا فرآورده‌هایی ساخته می‌شود که از نظر کار با منسوجات ارمنی هم ارزش است، یک کارگاه سلطنتی در اینجا هست و محصولات آن به دورترین ممالک صادر می‌شود.»
ابن خردادبه رستاق دشت بارین را از توابع ولایت شاپور می‌شمارد بر طبق گفتهٔ او شهر در سرحد غربی اردشیرخوره قرار داشته یعنی جائی که اردشیرخوره با شاپورخوره تماس پیدا می‌کند. طبری می‌نویسد مهر نرسه وزیر بهرام پنجم ساسانی اهل دهی است به نام ابروان که به رستاق دشت بارین در اردشیرخوره تعلق دارد. به همین دلیل در آنجا و در جرٌه واقع در ولایت شاپور به علت آنکه با دشت بارین تلاقی می‌کند، بناهای مجلل ساخت و آتشکده‌ای تعبیه کرد که تا امروز آتش در آن خاموش نشده‌است. به این آتشکده آتشکده مهرنرسیان می‌گویند.
غندجان طبق نوشته نهچیری، در جنوب غربی کازرون قرار دارد که بعدها به صورت دهی از توابع کمارج درآمده سپس ده مذکور به جمیله تغییر نام یافته‌است.
حمداله مستوفی می‌گوید «غندجان در تلفظ دشت بارین گویند که شهری کوچک است به گفته فارسنامه ابن بلخی راه مهمی که از شیراز به توج می‌رسید از اراضی ماصرم گذشته و به جره و از آنجا پس از عبور ازیغندیجان به «توج» می‌رفت. در غندجان راهی از این جاده جدا گردیده و در جهت جنوب به بندر نجیرم که به مسافت اندکی در مغرب سیراف بود می‌رسید. در جایی دیگر از فارسنامه ابن بلخی گفته شده که شهر مهم «غندجان» در «دشت بارین» و نزدیک توج قرار دارد. محل مزبور به قرار وصف فارسنامه در چهار فرسخی جره و در دوازده فرسنگی توج بوده‌است. هم‌اکنون هم اگر از دشت پر که شهر مهم ساسانی در آن قرار دارد، خط مستقیمی رسم کرده و فاصله آن را بسنجیم تقریباً دوازده فرسنگ می‌شود که اندازه امروزی آن ۶۵ کیلومتر خواهد شد.